# Neil Gibson
Neil C. Gibson est un ancien joueur de tennis australien.

## Carrière
1/8 de finaliste à Roland-Garros en 1957, il sort des qualifications et bat en 1/16 du tableau principal Lew Hoad 2-6, 3-6, 6-4, 6-4, 6-4 puis bute sur le Belge Philippe Washer (6-2, 6-3, 7-5). 
1/8 à l'Open d'Australie en 1959, battu par Don Candy et 1957 battu par Lew Hoad.
1/32 à Wimbledon

## Palmarès

### Titres
- Vainqueur à Saint Moritz en 1961 contre Will Coghlan.
- Vainqueur à Le Touquet en 1962 contre William Knight.

### Finales
- Finale à Sydney en 1956 contre Warren Woodcock.
- Finale à Canberra en 1956 contre Barry Phillips-Moore.
- Finale à Deauville en 1957 contre Mervyn Rose.
- Finale à Rockhampton en 1957 contre Roy Emerson.
- Finale à Brisbane en 1958 contre Trevor Fancutt.
- Finale à Southport en 1958 contre Rod Laver.
- Finale à Wynnum en 1960 contre Rod Laver.
- Finale à Kingaroy en 1960 contre Rod Laver.
- Finale au Caire en 1961 contre Nicola Pietrangeli.
- Finale à Madrid en 1961 contre Juan Couder.
- Finale à Southport en 1962 contre Ken Fletcher.
- Finale à Redcliff en 1968 contre Merv Guse[3].